# قلعة سكوكلوستر
قلعة سكوكلوستر هي قلعة سويدية باروكية بنيت بين عامي 1654 و 1676 من قبل كارل غوستاف رانجيل وتقع على شبه جزيرة بحيرة مالارين بين ستوكهولم وأوبسالا. أصبح متحفًا حكوميًا في السبعينيات ويعرض مجموعات من اللوحات والأثاث والمنسوجات وأدوات المائدة بالإضافة إلى الكتب والأسلحة التي تصل إلى 20000 قطعة.